# Ковачевац (Јагодина)
Ковачевац је насељено место града Јагодине у Поморавском округу. Према попису из 2022. има 269 становника (према попису из 2011. било је 287 становника).

## Основни подаци
Основано 1836. године. Село је са обе стране Лозовичког потока, више кућа има са десне стране потока, а мање на левој. Село је тимочког типа а име је добило по ковачима. Сеоска слава је Бела субота (по Тројицама).

## Демографија
У насељу Ковачевац живи 195 пунолетних становника, а просечна старост становништва износи 47,2 година (47,2 код мушкараца и 47,1 код жена). У насељу има 74 домаћинства, а просечан број чланова по домаћинству је 3,18.
Ово насеље је у потпуности насељено Србима (према попису из 2002. године), а у последња три пописа, примећен је пад у броју становника.
|  |

| Демографија | Демографија | Демографија |
| Година      | Становника  | Становника  |
| ----------- | ----------- | ----------- |
| 1948.       | 374         |             |
| 1953.       | 374         |             |
| 1961.       | 369         |             |
| 1971.       | 324         |             |
| 1981.       | 305         |             |
| 1991.       | 253         | 251         |
| 2002.       | 235         | 237         |
| 2011.       | 287         |             |
| 2022.       | 269         |             |

| Етнички састав према попису из 2002.‍ | Етнички састав према попису из 2002.‍ | Етнички састав према попису из 2002.‍ | Етнички састав према попису из 2002.‍ | Етнички састав према попису из 2002.‍ |
| ------------------------------------ | ------------------------------------ | ------------------------------------ | ------------------------------------ | ------------------------------------ |
|                                      |                                      |                                      |                                      |                                      |
| Срби                                 | Срби                                 |                                      | 235                                  | 100,0%                               |
| непознато                            | непознато                            |                                      | 0                                    | 0,0%                                 |

| Година пописа     | 1948. | 1953. | 1961. | 1971. | 1981. | 1991. | 2002. |
| ----------------- | ----- | ----- | ----- | ----- | ----- | ----- | ----- |
| Број домаћинстава | 54    | 69    | 76    | 73    | 77    | 69    | 74    |

| Број чланова      | 1  | 2  | 3 | 4  | 5 | 6  | 7 | 8 | 9 | 10 и више | Просек |
| ----------------- | -- | -- | - | -- | - | -- | - | - | - | --------- | ------ |
| Број домаћинстава | 17 | 20 | 8 | 10 | 5 | 11 | 2 | 0 | 1 | 0         | 3,18   |

| Пол    | Укупно | Неожењен/Неудата | Ожењен/Удата | Удовац/Удовица | Разведен/Разведена | Непознато |
| ------ | ------ | ---------------- | ------------ | -------------- | ------------------ | --------- |
| Мушки  | 103    | 19               | 70           | 12             | 2                  | 0         |
| Женски | 101    | 6                | 70           | 22             | 3                  | 0         |
| УКУПНО | 204    | 25               | 140          | 34             | 5                  | 0         |

| Пол    | Укупно                    | Пољопривреда, лов и шумарство | Рибарство                            | Вађење руде и камена | Прерађивачка индустрија       |
| ------ | ------------------------- | ----------------------------- | ------------------------------------ | -------------------- | ----------------------------- |
| Мушки  | 63                        | 36                            | 0                                    | 0                    | 14                            |
| Женски | 42                        | 33                            | 1                                    | 0                    | 5                             |
| УКУПНО | 105                       | 69                            | 1                                    | 0                    | 19                            |
| Пол    | Производња и снабдевање   | Грађевинарство                | Трговина                             | Хотели и ресторани   | Саобраћај, складиштење и везе |
| Мушки  | 3                         | 2                             | 3                                    | 0                    | 2                             |
| Женски | 0                         | 0                             | 1                                    | 0                    | 1                             |
| УКУПНО | 3                         | 2                             | 4                                    | 0                    | 3                             |
| Пол    | Финансијско посредовање   | Некретнине                    | Државна управа и одбрана             | Образовање           | Здравствени и социјални рад   |
| Мушки  | 0                         | 0                             | 2                                    | 0                    | 0                             |
| Женски | 0                         | 0                             | 0                                    | 0                    | 0                             |
| УКУПНО | 0                         | 0                             | 2                                    | 0                    | 0                             |
| Пол    | Остале услужне активности | Приватна домаћинства          | Екстериторијалне организације и тела | Непознато            | Непознато                     |
| Мушки  | 1                         | 0                             | 0                                    | 0                    | 0                             |
| Женски | 1                         | 0                             | 0                                    | 0                    | 0                             |
| УКУПНО | 2                         | 0                             | 0                                    | 0                    | 0                             |